# Коммунисты — Трудовая Россия — За Советский Союз
«Коммунисты — Трудовая Россия — За Советский Союз» — избирательный блок, принимавший участие в выборах в Государственную Думу II созыва. В первую тройку списка входили Виктор Тюлькин, Анатолий Крючков и Виктор Анпилов. Другие наиболее известные кандидаты — Олег Шеин, Владимир Григорьев. В избирательном бюллетене блок находился под номером 36.
Декларировал в качестве программной цели «немедленный поворот общества на социалистический путь развития», резко критиковал экономические реформы и выступал за восстановление СССР на добровольных началах. При этом лидеры блока критиковали КПРФ слева, считая её буржуазной партией и обвиняя в расколе левых сил и соглашательстве.

## Состав
- Российская коммунистическая рабочая партия (РКРП),
- Российская коммунистическая партия-КПСС,
- «Трудовая Россия»,
- Российская партия коммунистов,
- Объединенный фронт трудящихся,
- Российский комитет рабочих,
- Союз народного сопротивления,
- Профсоюз «Защита»,
- Движение «В защиту детства»,
- Конгресс советских женщин[1].

В федеральный список блока вошли 267 кандидатов.

## Выборы
Во время предвыборной кампании блок находился в информационной блокаде со стороны государственных СМИ и активно использовал традиционные методы ведения агитации. Хотя по результатам социологических опросов ему не давали более 0,1% голосов, на выборах блок занял шестое место, получив 4,53% (3 137 406) голосов избирателей и не пройдя по партсписку. Впоследствии в оппозиционной прессе утверждалось, что результаты выборов были сфальсифицированы, чтобы не пропустить в Госдуму стоящие на более левых позициях, чем получившая условное большинство КПРФ, организации.
В 2015 году, в материале "Коммерсантъ" под названием "Уровень угрозы: красный", приуроченном к 20-й годовщине выборов в Государственную Думу 1995 года, участник событий Юлий Нисневич подтверждает эту версию:
"Фальсификации тогда еще "не были доминантой избирательной системы", но "фокусы уже начались", утверждает Юлий Нисневич. "На самом деле барьер преодолели еще три партии: ДВР, "Женщины России" и "Трудовая Россия". Я сам присутствовал при том, как Черномырдин позвонил Гайдару и поздравил его с прохождением в Думу. Но после этого результаты выборов были изменены: побоялись, что мандат получит Виктор Анпилов (один из лидеров "Трудовой России".— "Ъ"), который, видимо, считался совершенно неприемлемой фигурой в парламенте",— вспоминает он".
В 2021 году об этом же рассказал политолог Глеб Павловский в эфире телеканала "Дождь".
По одномандатным округам в состав Госдумы от блока прошёл только один депутат — Владимир Григорьев (99-й Всеволожский округ в Ленинградской области, одержал победу с результатом 27 963 голоса, обойдя представителя «Конгресса русских общин» Анатолия Калинина и действующего депутата Евгения Федорова), до избрания работавший начальником смены Ленинградской АЭС. Он вошёл во фракцию «Народовластие».

## Дальнейшая судьба избирательного блока
После политического разделения РКРП и Трудовой России на следующих выборах были образованы два новых блока: Коммунисты — Трудящиеся России — За Советский Союз, возглавляемый РКРП и Сталинский блок за СССР, возглавляемый Трудовой Россией.